# Mont Kitatottabetsu
Le mont Kitatottabetsu (北戸蔦別岳, Kita-tottabetsu-dake) culmine à 1 912 m d'altitude dans les monts Hidaka en Hokkaidō au Japon.